# ダニエル・スティール/ある愛のかたち
『ダニエル・スティール/ある愛のかたち』（Once in a Lifetime）は、1994年のアメリカ合衆国のテレビ映画。リンゼイ・ワグナー、バリー・ボストウィック出演。原作はダニエル・スティールの『愛のひととき(Once in a Lifetime)』である。日本ではテレビ東京で初放送された。ビデオは『ダニエル・スティール/昏睡』というタイトルで1998年に発売された。

## ストーリー
ニューヨーク出身のダフネ・フィールズは、世界的に有名な小説家だったが、ある夜車に撥ねられてしまう。彼女は昏睡状態になり、ジェフリーと幸せな結婚生活を送り、愛する娘がいた8年前の記憶がフラッシュバックする。彼女の素晴らしい生活は、火事で夫と娘を突然失ったことで崩壊する。それから9ヶ月後、ダフネは息子アンドリューを出産するが、彼の耳が不自由であることが判明する。そこで彼女は手話を学ぶことを決め、ろう教育者のマシュー・デインから指導を受ける。その頃彼女は、自身の悲しい経験から発想を得て小説を書き始める。
ダフネは過保護な親になっていき、アンドリューをニューヨークの公立学校に入れたくなかった彼女は、ニューハンプシャーにあり、マシュー・デインが代表を務める特別支援学校に入学させる。

## キャスト
| 役名                             | 俳優                         | 日本語吹替 |
| -------------------------------- | ---------------------------- | ---------- |
| ダフネ・フィールズ               | リンゼイ・ワグナー           | 高島雅羅   |
| マシュー・デイン                 | バリー・ボストウィック       | 江原正士   |
| ジャスティン・ウェイクフィールド | ダンカン・レガー             | 家中宏     |
| バーバラ                         | エイミー・アキノ             | 一柳みる   |
| ジェフリー・フィールズ           | レックス・スミス             | 辻つとむ   |
| アンドリュー                     | ダレル・トーマス・ユートレイ | 近藤玲子   |
| ハリエット                       | デブラ・サリヴァン           |            |
| 小児科医                         | マイケル・ラスキン           | 山野史人   |
| ハワード                         | マイケル・ミッツ             | 秋元羊介   |

- 日本語吹替：1996年12月1日 テレビ東京放送版。ビデオに収録。

## スタッフ
- 監督：マイケル・ミラー
- 脚本：シリー・アストラハン・ジェームズ
- 原作：ダニエル・スティール 『愛のひととき』
- 製作総指揮：ダグラス・S・クレイマー
- 撮影監督：キース・ヴァン・オーストラム
- プロダクションデザイナー：ジェームズ・J・アガッジ
- 編集：ジャネット・バーテルズ＝ヴァンダグリフ
- 衣裳デザイン：ジャクリーン・セント・アン
- 音楽：デヴィッド・シャイア
- 吹替翻訳：中村久世
- 吹替演出：松川陸
- 吹替調整：栗林秀年
- 吹替効果：山本洋平
- 吹替製作：テレビ東京、ムービーテレビジョンスタジオ
- 吹替プロデューサー：遠藤幸子